# Vassili Struve
Vassili Vasilevich Struve (en russe : Василий Васильевич Струве) né le 2 février 1889 (14 février dans le calendrier grégorien) à Saint-Pétersbourg et mort le 15 septembre 1965 à Léningrad est un historien orientaliste soviétique, égyptologue et assyriologue.

## Biographie
Il est le fondateur de l'école soviétique des historiens de l'Orient antique, académicien de l'Académie des sciences de Russie (à l'époque URSS) en 1935. Il était membre de la Société impériale orthodoxe de Palestine. À sa mort en 1965 il est enterré au cimetière Serafimovski.
Vassili Struve est le seul archéologue qui ait jamais publié sur le sujet des sphinx de Saint-Pétersbourg durant le XIXe siècle et le XXe siècle. C'était en 1912. Il a fallu attendre 2005 pour que de nouvelles publications scientifiques apparaissent sur le sujet.